# Інститут гуманітарних досліджень
Інститут гуманітарних досліджень (нім. Institut für die Wissenschaften vom Menschen, IWM) — незалежний інститут, що здійснює глибинні дослідження у сфері гуманітарних та соціальних наук, у Відні, Австрія.
З моменту створення у 1982 році, Інститут гуманітарних наук сприяє міжнародному обміну та діалогу між знавцями й інтелектуалами різних галузей, спільнот і культур, здебільшого Східно- та Західноєвропейської. Інститут робить внесок в обговорення широкого кола політичних, соціальних, економічних та культурних питань.
У 2025 році інститут був оголошений «небажаною організацією» у Росії.